# Gyula Szekér
Gyula Szekér (* 25. September 1925 in Szombathely, Komitat Vas; † 17. Dezember 2015) war ein ungarischer Politiker zunächst bei der Partei der Ungarischen Werktätigen MDP (Magyar Dolgozók Pártja) sowie schließlich der Ungarischen Sozialistischen Arbeiterpartei MSZMP (Magyar Szocialista Munkáspárt), der unter anderem Vize-Ministerpräsident war. Szekér war auch ein Fachmann auf dem Gebiet der Aluminiumherstellung und veröffentlichte hierzu zahlreiche Bücher.

## Leben

### Berufsausbildung und Ministerialbeamter
Szekér, dessen Vater als Heizer bei der staatlichen Eisenbahn MÁV (Magyar Államvasutak) beschäftigt war, begann nach dem Besuch der Volksschule in Celldömölk 1940 eine Berufsausbildung als Chemielaborant in der Aluminium-Fabrik Ajkai Timföldgyár és Alumíniumkohóba. Er war zwischen 1945 und 1946 Mitglied der Nationalen Kleinbauernpartei (Nemzeti Parasztpárt) und nahm 1947 als Freiwilliger einer Jugendbrigade am Eisenbahnbau in Jugoslawien teil und trat nach seiner Rückkehr im April 1948 zunächst in die Kommunistische Partei KMP (Kommunisták Magyarországi Pártja) sowie nach deren Auflösung in die Partei der Ungarischen Werktätigen MDP (Magyar Dolgozók Pártja) ein.
Im Anschluss absolvierte er seit 1948 ein Chemiestudium, das er 1950 abschloss. Nach Abschluss des Studiums arbeitete er zunächst fünf Monate am Metallurgischen Forschungsinstitut (Fémipari Kutató Intézet), ehe er zwischen Oktober 1950 und Oktober 1953 eine Aspirantur an der Abteilung für Elektrometallurgie am Moskauer Institut für Leichtmetalle und Eisen innehatte. 
Nach seiner Rückkehr wurde Szekér im Januar 1954 Mitarbeiter bei dem Ungarisch-Sowjetischen Bauxit- und Aluminium-Unternehmen MASZOBAL (Magyar–Szovjet Bauxit Alumínium Rt. ) und wechselte im Juli 1954 in das Ministerium für Schwerindustrie, in dem er zunächst Vize-Sektionsleiter und dann im September 1954 zum Leiter der Sektion für die Aluminiumindustrie ernannt wurde. Danach war er von November 1955 bis zum 30. Juli 1956 Sektionsleiter im Ministerium für chemische Industrie sowie seit dem 30. Juli 1956 Vize-Minister für chemische Industrie.
Am 1. Januar 1957 kehrte er nach der Auflösung des Ministeriums für chemische Industrie ins Ministerium für Schwerindustrie zurück und war dort zuerst Vize-Minister für die chemische Industrie und dann seit dem 2. Mai 1957 Vize-Minister für Schwerindustrie sowie zuletzt vom 20. März 1963 bis zum 12. Mai 1971 Erster Vize-Minister für Schwerindustrie. Zwischenzeitlich wurde er am 24. November 1962 auf dem VIII. Parteikongress der MSZMP zunächst zum Kandidaten sowie auf dem IX. Parteikongress am 3. Dezember 1966 zum Mitglied des Zentralkomitees (ZK) der MSZMP gewählt, dem er bis zum XIII. Parteikongress am 28. März 1985 angehörte.

### Minister für Schwerindustrie und Vize-Ministerpräsident
Danach wurde Szekér am 12. Mai 1971 als Minister für Schwerindustrie in das Kabinett von Ministerpräsident Jenő Fock berufen und bekleidete dieses Ministeramt bis zum 15. Mai 1975. Er war in erster Linie in Fragen der Energieversorgung federführend. Die Kompetenz des erstklassigen Fachmanns verstärkte seinen politischen Einfluss.
Danach war er in der Regierung von Focks Nachfolger György Lázár stellvertretender Vorsitzender des Ministerrates bis zum 27. Juni 1980, während Pál Simon sein Nachfolger als Minister für Schwerindustrie wurde. Zugleich war er zwischen 1973 und 1978 Ständiger Vertreter Ungarns beim Rat für gegenseitige Wirtschaftshilfe (RGW), eine internationale Organisation der sozialistischen Staaten unter Führung der Sowjetunion zur Zeit des Kalten Krieges. Sein politischer Einfluss schwand, als József Marjai im April 1978 ins Kabinett eintrat und Szekér als Ständigen Vertreter im RGW ablöste. Allerdings wurde er am 22. April 1978 Nachfolger von Ferenc Havasi als Mitglied des Komitees für Landesverteidigung (Honvédelmi Bizottság).
Nach seinem Ausscheiden aus der Regierung fungierte er vom 27. Juni 1980 bis zu seinem Eintritt in den Ruhestand 15. März 1989 als Direktor des Büros für Standardisierung MSZH (Magyar Szabványügyi Hivatal). Daneben war er vom 27. Juni 1980 bis zum 27. Juni 1984 Vorsitzender des Nationalen Komitees für technologische Entwicklung OMFB (Országos Műszaki Fejlesztési Bizottság), dem er bereits seit 1970 als Mitglied des Vorstandes angehört hatte.

## Veröffentlichungen
- A magyar vegyipar helyzete és fejlesztése, Mitautoren Ferenc Szerb und László Bontó, 1965
- Kemizálás a népgazdaságban, 1970
- Nemzetközi Konferenciája a Szinesfémek Gazdaságos Felhasználáról, 1974
- Alumíniumiparunk és a szocialista gazdasági integráció, 1975, ISBN 9-63090-383-0
- Magyar gazdaság, világgazdaság, 1978
- Aljuminievaja promyšlennost' Vengrii i socialističeskaja integracija, Mitautorin A. P. Samojlova, 1979
- Az alumíniumprogram, 1979
- Iparfejlesztés, műszaki fejlesztés, 1982
- Ipar és műszaki fejlesztés hazánkban az 1980-as években, 1984, ISBN 9-63053-626-9
- A kemizálás és a magyar vegyipar, 1985, ISBN 9-63106-508-1